# Gare de Bourg-Saint-Maurice
Gare de Bourg-Saint-Maurice – stacja kolejowa w Bourg-Saint-Maurice, w departamencie Sabaudia, w regionie Owernia-Rodan-Alpy, we Francji. Jest stacją końcową na linii Tarentaise.
Została utwarta 20 listopada 1913 na przedłużeniu linii z Moûtiers. Budynek zachował swoją historyczną zabudowę, mimo rozbudowy dworca z okazji Zimowych Igrzysk Olimpijskich w 1992.